# Porte de Pantin (stanice metra v Paříži)
Porte de Pantin je nepřestupní stanice pařížského metra na lince 5 v 19. obvodu v Paříži. Nachází se pod Avenue Jean-Jaurès u jižního okraje Parku de la Villette.

## Historie
Stanice byla otevřena 12. října 1942 při prodloužení linky 5 ze stanice Gare du Nord do Église de Pantin.

## Název
Stanice byla pojmenována po staré bráně („la porte“ = brána), kterou vedla hlavní silnice do Německa, a která byla pojmenována podle sousedního města Pantin, přes které silnice vedla.
Na informačních tabulích je oficiální název stanice doplněn ještě podnázvem psaným malým písmem: Parc de la Villette podle sousedícího parku.

## Další rozvoj
V roce 2012 se předpokládá vytvoření přestupu na tramvajovou trať T3.

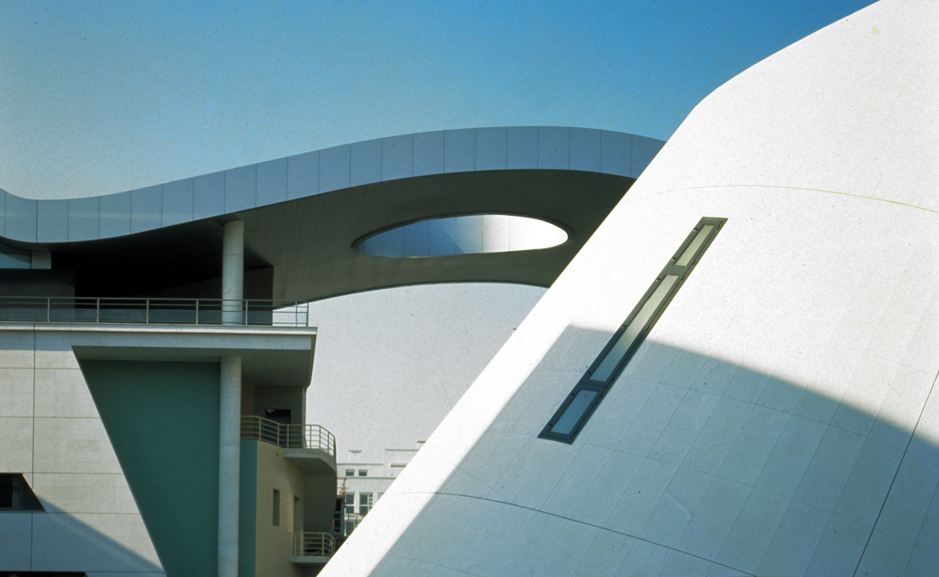
Cité de la musique v parku naproti stanici

## Vstupy
Stanice má dva východy na Avenue Jean-Jaurès - výtah a klasické schodiště.

## Zajímavosti v okolí
- Parc de la Villette
- Canal de l'Ourcq